# Ihlow (Fläming)
Ihlow est une commune allemande de l'arrondissement de Teltow-Fläming, Land de Brandebourg.

## Géographie
Dahmetal se situe dans le Bas Flamain.
La commune comprend trois quartiers : Bollensdorf, Ihlow, Illmersdorf, Mehlsdorf, Niendorf et Rietdorf.
|                  | Dahme/Mark  |            |
| Niederer Fläming | Ihlow       | Dahme/Mark |
|                  | Schönewalde | Lebusa     |

## Histoire
Ihlow est mentionné pour la première fois en 1205.
En 1875, le village est presque complètement dévasté par un incendie.
Le 31 décembre 2001, les communes de Bollensdorf, Illmersdorf, Mehlsdorf, Niendorf et Rietdorf fusionnent avec Ihlow.

## Infrastructure
Illmersdorf se trouve sur la Bundesstraße 102.
Ihlow est desservie par la ligne de bus 774 de la Verkehrsgesellschaft Teltow-Fläming.
La commune se trouve sur la Flaeming-Skate.

## Personnalités liées à la ville
- Johann Gerhard Scheller (1735-1803), philologue né à Ihlow.